# Подбрезє
Подбрезє (словен. Podbrezje) — поселення в общині Накло, Горенський регіон, Словенія. Висота над рівнем моря: 403,7 м.